# Strasburg (Illinois)
Strasburg è un villaggio degli Stati Uniti d'America, situato nello Stato dell'Illinois, nella contea di Shelby.